# Atholl hercege
Az Atholl hercege skót, élő és öröklődő főrendi cím, viselője egyben a Murray klán vezetője is. Az Atholl név földrajzi területre utal, az elnevezés a piktek korából származik. A terület királyság, vagy alkirályság, esetleg önálló tartomány volt. A Murray klán számos családot jelent, Atholl-t az írott emlékek óta a klánt vezető család uralja, időről-időre a család és a címük is változott. Az Athollok (grófok, márkik és hercegek) története klasszikus skót történet. A piktektől indul, a skót középkoron át vezet, amelyet a klán-háborúk uraltak. Az angol királysággal folytatott határ-csatározásokat követően a skót és angol korona egyesítéséért és az önálló skót királyságért folytatott küzdelem osztotta meg a Murray családot. Az egyesülés után a Murray hercegek a brit koronát szolgálják, a második búr háború a szerteágazó család több tagját is Dél-Afrikába sodorja. A XX. század elején nagy hatalmú család a század végére, a parlamenti demokrácia erősödése miatt elveszti küldetését, a magas örökösödési adó miatt pedig székhelyét – a Blair kastélyt – és a birtokokat alapítványba szervezik. Jelenleg (2024) Bruce George Ronald Murray Atholl 12. hercege, de nincs hercegi vagyona, címéhez egyre kevesebb különleges jog tartozik.

## Atholl, mint terület
Atholl – amely a mai északi Perthshire területén található – piktek uralta királyság vagy királyi jogokkal bíró főúri tartomány (mormaerdom) volt, amit az élén álló mormaer irányított. Az "Atholl Mormaer" cím első ismert viselője Dubdon volt. A tartományt a XI. században Dunkeld-i Crínán mormaer irányíthatta.

## Atholl grófjai
A szócikk Atholl hercegeiről szól, így a grófi címet és viselőit csak a szükséges mértékben mutatjuk be. Az Earl of Atholl, azaz Atholl grófja címet tíz alkalommal hozták létre. Általában egy cím a skót főrendben fiú ágon öröklődik, de a létrehozásakor (creation) a létrehívó uralkodó rendelkezhet másképp is, az Atholl grófja esetében többször is előfordult. A cím elvesztése általában az öröklési rendből következik, de előfordul árulás miatti címvesztés is. A cím klánon, családon belül maradását nem csak a cím adományozásával őrizte az uralkodó, hanem a klánon belüli házasságok, rokoni kapcsolatok is erősítették.

### Első létrehozás (kb. 1130)
Az Atholl mormaer cím 1130 körül alakult Atholl grófjává ( 1130), a létrehozó I. Dávid skót király. A címet Máel Muire leszármazottai birtokolták 1307-ig, amikor Atholl 10. grófja fellázadt I. Róbert skót király ellen, aki száműzte őt, elveszítette hivatalát, címét és földjeit. Érdekesség, hogy egy alkalommal két grófnő, anya és lánya, Forbhlaith és Ada, a hatodik és hetedik grófnő  követte egymást. Ada férje volt az első a Strathbogie–családból, aki a címet viselte. A család részt vett az angol-skót háborúban, többször oldalt váltott, végül elvesztette skót címeit és birtokait.
 A kelta Atholl grófok (1114–1314) címere fekete alapon három arany pólyát ábrázolt.
- Crinán, Atholl mormaer (–1045), a Dunkeld-ház kezdete Kategória:Dunkeld-ház
  - I. Duncan (kb. 1001 – 1040. augusztus 14.)  skót király (1034 – 1040. augusztus 14.)
    - III. Malcolm (1031. augusztus 26. – 1093. november 13.)  skót király (1058 – 1093. november 13.)
      - I. Dávid skót király (1084 – 1153. május 24.)  skót király (1124 – 1153)

    - III. Donald (1033 – 1099)  skót király (1093 – 1094)
    - Máel Muire, Atholl Mormaer
      - Atholl-i Matad, (1130s–1153/59)  Atholl 1. grófja (1130s–1153/59)[m 5]
        - Arailt mac Mataid (másnéven: Harald Maddadsson) (–1206)  Orkney 25. grófja[m 6]
        - Máel Coluim  Atholl 2. grófja (1153/9 – 1190) 
          - Henrik (1190?-1211)  Atholl 3. grófja
            - Izabella  Atholl 4. grófnője (1211-1236/7)
              - Padraig (Patrik)  Atholl 5. grófja (1236/7-1241)

            - Forbhlaith (nő)  Atholl 6. grófnője
              - Ada (nő)  Atholl 7. grófnője (1221 körül – 1266. december 25.)
                - David Strathbogie  Atholl 8. grófja (– 1270. augusztus 6.)
                  - John Strathbogie (kb. 1266 – 1306. november 7.)  Atholl 9. grófja (1270. augusztus 6. – 1306. november 7.)
                  - David II Strathbogie (– 1326. december 28.)  Atholl 10. grófja
                    - David III Strathbogie (1309-1335)
                      - David IV Strathbogie (kb. 1327-1369)

                  - Isabel, férje: Edward de Brus,  Carrick 1. grófja[m 7]

David Strathbogie 1266 júniusa előtt férjhez ment Izabelhez (– 1292), az angliai kenti Chilham feudális báró lányához. 1266-ban Isabel megörökölte Chilham báróságát és az essexi Chingford Earls kastélyt. Ez utóbbit még halála évében, 1270-ben a király engedélyével bérbe adták a templomos lovagrendnek. Tuniszban vagy Karthágóban halt meg a nyolcadik keresztes hadjáratban, ahogy a hadjárat vezetője, IX. Lajos francia király.
Fia, John Strathbogie 1284-ben csatlakozott más skót nemesekhez, akik elismerték III. Sándor skót király örökösének lány unokáját, Margitot. Margit 1290-es halálát követően Skóciában trónviszály alakult ki. A helyzetet nehezítette, hogy közvetetten I. Eduárd angol király is érdekelt volt az utódlásban. John  1296-ban a skót oldalon harcolt a dunbari csatában, ahol elfogták és a londoni Towerbe küldték. Egy év elzárás után szabadon engedték azzal a feltétellel, hogy I. Eduárd angol királyt szolgálja Flandriában. John Strathbogie később visszatért Skóciába, és 1306-ban csatlakozott Robert the Bruce-hoz az angol uralom elleni felkelésben. Válaszul elkobozták angol birtokait. Ebben az évben részt vett I. Róbert skót királlyá koronázásán. Az ezt követő angol skóciai invázió során 1306-ban a methveni csatában fogságba esett. Johnt, Atholl grófját 1306. november 7-én Londonban felakasztották a közönségesnél harminc lábbal magasabb akasztófára. Ez a fogolytársainál magasabb státuszát jelentette. Testét megégették, fejét a London Bridge egyik oszlopára tűzték ki. I. Eduárd király vejére, Ralph de Monthermer-re bízta az Atholl grófságot és birtokokat Skóciában.
David II Strathbogie Atholl 10. grófja 1307-ben nyerte vissza földjeti, miután Ralph de Monthermer lemondott azokról egy nagy összegű kárpótlás – 10,000 márka – fejében. Azonban 1307-ben fellázadt I. Róbert ellen, amiért száműzték és elveszítette tisztségét és birtokait. Az angoloktól kárpótlásként három uradalmat kapott Norfolkban. 1321-ben megkapta Chilham feudális báróságát Kentben, amely korábban apjáé és nagyanyjáé volt. 1322-ben az angol parlamentbe került Lord Strathbogie néven. Ugyanebben az évben kinevezték Northumberland védőjének, felelős volt a skót támadások elleni védekezésért. 1325-ben az angol csapatok parancsnoka volt Gascogne-ban.
Fia és unokája sikertelenül küzdöttek a grófi cím és birtok visszaszerzéséért, az unokával a család férfi ága kihalt.

### Második létrehozás (1320)
Az Atholl grófja ( 1320) címet másodszor 1320 körül John Campbell kapta I. Róbert skót királytól, a férfi a Campbell klán tagja volt, de nem az Argyll grófját adó ágnek. Campbell 1316-ban megszerezte a David Strathbogie-tól, az első létrehozás 10. grófjától elkobzott földeket. 1333. július 19-én Halidon Hill-i csatában megölték (egyike volt az öt skót grófnak, akik a csatában haltak meg). Mivel nem volt utóda, a cím megszűnt.

### Harmadik létrehozás (1341)
Freskin XII. századi flamand lovag, aki valószínűleg I. Dávid skót királlyal érkezett Skóciába, volt a Murray klán ősatyja. Freskint Moray és West Lothian területekkel jutalmazták, és az ő leszármazottai kezdték használni a de Moravia nevet, amely elskótulva Murray-re változott. Freskin fia, William de Moravia, apja birtokait örökölte, és a család befolyása jelentősen megnőtt. William egyik fia, Hugh, Sutherland földjét szerezte meg és a Sutherland grófja lett. Atholl grófja cím harmadik létrehozásától kezdődően a cím a Murray klánon belül „öröklődött“, került újra létrehozásra.
 A Murray klán címere: kék pajzs, három ezüst csillaggal.
 A Murray klán vezetőjének, főnökének címere: Kék pajzs, három ezüst csillaggal, körülötte arany kettős liliomos díszítés.A két sorban, váltakozó irányban elhelyezett liliomok gyakran megtalálható a skót heraldikában. A skót királyi címer egyik jellegzetes eleme.
Az Atholl grófja ( 1341) címet harmadszor William Douglas részére adományozta 1341-ben II. Dávid skót király, de Douglas hamarosan lemondott róla. Douglas a címet a Liddesdale területéért cserébe adta fel, illetve sok ellenségeket szerzett, mert meggyilkolta egyik nemes riválisát, Alexander Ramsayt.
 William Douglas, Atholl grófja címere két fő részből állt. A fő mező (pajzs): ezüst mezőben egy vörös szív (ez a Douglas család szimbóluma), a felső harmad (chief): kék mezőben három ezüst csillag, ami a Murray klánt jelenti. A Murray család és a Douglas család kapcsolatát a címerek hasonlósága is alátámasztja. Mindkét család címere három ezüst csillagot ábrázol kék mezőn, bár eltérő elrendezésben.

### Negyedik (1342), ötödik (1398), hatodik (1403) és hetedik (1404) létrehozás
- Robert Stewart (1316–1390)  Atholl 1. grófja (4),  Strathearn grófja,[m 11] később  II. Róbert skót király (1371. február 22. – 1390. április 19.)
  - John Stewart (kb. 1337–1406)  Atholl 2. grófja,  Carrick grófja,[m 12] később  III. Róbert skót király (1390. április 19. – 1406. április 4.)
    - David Stewart (1378–1402)  Rothesay hercege,  Atholl grófja (5),  Carrick grófja[m 12]
    -  I. Jakab skót király (1394–1437) (1406. április 4. – 1437. február 21.)
      - I. Jakab felesége Joan Beaufort (kb. 1404–1445)[m 13] volt, aki a király halála után hozzáment James Stewarthoz (1399–kb. 1451). Egy fiuk született, John Stewart (kb. 1437/1442–1512). 8. létrehozás folytatás itt

  - Robert Stewart (1340–1420)  Albany hercege,[m 14]  Atholl grófja (6)
  - Walter Stewart (kb. 1360–1437)  Atholl grófja (7),  Strathearn grófja[m 11],  Caithness 3. grófja

A címet ( 1342) negyedik alkalommal II. Dávid skót király hozta létre Robert Stewart részére. A címet fia, John Stewart örökölte. Amikor John trónra lépett, akkor a cím egyesült a koronával, azaz megszűnt.
A címet ötödik ( 1398) alkalommal III. Róbert skót király hozta létre 1398-ban trónörökös fia, David Stewart, Rothesay hercege kapta meg a címet. David Stewart 1402-ben halt meg, és mivel nem maradtak utódai, a cím ismét megszűnt.
A hatodik alkalommal az Atholl grófja ( 1403) címet II. Róbert fia, Albany hercege, Robert Stewart kapta meg 1403-ban azzal a kikötéssel, hogy a cím csupán addig él, amíg testvére, III. Róbert király életben van. Tehát III. Róbert 1406-os halálakor Robert Stewart elvesztette a címet.
A hetedik alkalommal az Atholl grófja ( 1404) címet I. Jakab skót király hozta létre 1404-ben Walter Stewart, II. Róbert király legfiatalabb fia részére. Walter Stewart jelentős szerepet játszott a királyi igazságszolgáltatásban, a Király Bírája (The King’s Justice) néven vált ismertté. 1437-ben részt vett I. Jakab király meggyilkolásában, amely miatt később kivégezték. Halála után az Atholl grófságot elkobozták, és a cím egy időre megszűnt létezni.
Hogy lehetett egy 1404-ben még létező címet újra létrehozni? Mivel az 1404-ben élő cím nem öröklődő, sőt, a király életéhez kötött volt. A létrehozott cím pedig örökletes volt – bár örökösödésre nem került sor.

### Nyolcadik létrehozás (1457)
Az Atholl grófja cím előző viselőit Joan Beaufort személye köti össze a nyolcadik létrehozással és későbbi viselőivel, ezt mutatja a következő szűkített családfa.
- Joan Beaufort (kb. 1404–1445)[m 13] és James Stewart (1399–kb. 1451)
  - John Stewart (kb. 1437/1442–1512)  Atholl 1. grófja
    - Jean Stewart (–1510). Férje: Alexander Gordon (–1524),  Huntly 3. grófja
    - John Stewart (1475 után – 1522 előtt)  Atholl 2. grófja
      - John Stewart (1507–1542)  Atholl 3. grófja
        - John Stewart (1533–1579)  Atholl 4. grófja. Felesége: Elisabeth Gordon (~1530–)
          - John Stewart (1563–1595)  Atholl 5. grófja. Felesége: Marie Ruthven (–1605 után). John Stewart halála után férjhez ment John Stewart (1566–1603) Lord 6. Innermeath-hez. 9. létrehozás folytatás itt
            - Dorothea Stewart, férje: William Murray  Tullibardine 2. grófja (kb. 1574–1627). 10. létrehozás folytatás itt

John Stewart, Atholl 1. grófja (kb. 1437/1442–1512. szeptember 15.) 1457-ben kapta meg az Atholl grófja ( 1457) címet III. Jakab skót királytól. 1483-ban részt vett a skót trónöröklési háborúban, támogatta III. Jakab uralmát. 1488-ban jelen volt a Sauchieburn-i csatában, ahol III. Jakab vereséget szenvedett és meghalt. Stewart később IV. Jakab skót király. 1504-ben részt vett a hebridai hadjáratokban, amelyek célja a szigeti lázadók leverése volt.
John Stewart, Atholl 2. grófja, (1475 után – 1521?) 1512-ben örökölte a grófi címet. Részt vett a Flodden-mezei csatában 1513. szeptember 9-én, ahol a skót sereg az angolok ellen harcolt. Bár a csata jelentős skót veszteségekkel zárult, John Stewart túlélte a küzdelmet. 1515-ben kinevezték Skócia helytartójává, ami a skót kormányzat egyik legmagasabb tisztsége volt. Ebben a pozícióban felelős volt az ország védelméért és a királyi törvények betartásáért, élete vége felé visszavonult birtokaira.
John Stewart, Atholl 3. grófja (1507. október 6. – 1542 november) 1521-ben örökölte meg a grófi címet. 1530 októberében részt vett a MacGregors klán kiűzésében Loch Rannoch szigeti erődjéből. 1532-ben egy pompás, ideiglenes palotát épített Pitlochry közelében, hogy szórakoztassa V. Jakab skót királyt és anyját, Tudor Margitot egy vadászat során. 1536 júliusában V. Jakab király Glenlochy földjein Perthshire-ben szabad báróságot adományozott a részére. Részt vett a Campbell család és a MacGregors közötti konfliktusban, és riválisa volt a Menzies családnak, akik ugyanezen a területen birtokoltak földeket. John Stewart 1542-ben halt meg, valószínűleg az angol határon folytatott katonai hadjárat során, a Solway Moss-i csatát (1542. november 24.) követően kapott lázban.
John Stewart, Atholl 4. grófja (1533–1579), 1542-ben örökölte a címet. Támogatta Guise Mária királyné kormányzatát, és 1560-ban ellenezte a reformációt. Részt vett a Corrichie-i csatában 1562-ben. 1565-ben északi helytartóvá nevezték ki. Támogatta Mária királynő és Lord Darnley házasságát. Ám az 1567-es Carberry Hill-i csatában Mária ellen vonult hadba. 1578-ban Skócia lordkancellárja lett. 1579. április 24-én vagy 25-én halt meg Kincardine kastélyában, Auchterarder közelében, miután egy bankett után hirtelen megbetegedett és meghalt, valószínűleg megmérgezték.
John Stewart, Atholl 5. grófját 1590-ben kinevezték a skót Privy Council tagjává, amely a király tanácsadó testülete volt. 1587-ben részt vett a MacGregors klán elleni hadjáratban, amely során üldözték és megtámadták a klánt. 1591. június 29-én összeütközésbe került Errol grófjával Perthben, amikor Dániai Anna ünnepélyesen bevonult a városba. 1592 júliusában vendégül látta Dániai Annát Dunkeldben, bár VI. Jakab skót király megtiltotta a látogatást. 1595 szeptemberében halt meg, és október 11-én temették el Dunkeldben. Halálakor a grófság a koronára szállt vissza, mivel nem maradt fiúörököse.

### Kilencedik létrehozás (1596)
- John Stewart (1566–1603) Lord 6. Innermeath-hez,  Atholl 1. grófja ( 1596, kilencedik létrehozás) Felesége: Marie Ruthven (–1605 után), aki John Stewart (1563–1595) Atholl 5. grófja halála után lett a felesége.
  - James Stewart (kb. 1579–1625)  Atholl 2. grófja

John Stewart, 6. Lord Innermeath (1566–1603), a 16. századi skót nemes volt. 1596-ban hozta létre III. Jakab skót király az Atholl grófja ( 1596) címet John Stewart részére. John Stewart részt vett a skót klánok közötti konfliktusokban és fontos szerepet játszott a skót politikai életben. 1600-ban ő vezette a királyi csapatokat a Glenlivet-i csatában, ahol az Erzsébet-párti erőkkel harcolt. John Stewart jelentős birtokokat szerzett Perthshire-ben, beleértve Blair kastélyát is.
 Atholl gróf (1596 létrehozás) címere. Négyelt pajzs: az 1. és 4. mező arany, rajta kék-ezüst sakkozott pólya, a 2. és 3. mező arany, rajta három fekete pólya.
James Stewart, Atholl 2. grófja szintén részt vett 1594-ben a Glenlivet-i csatában. 1600-ban VI Jakab skót király tanácsadója lett, 1601-ben kinevezték Perth megye sheriffjének, ahol rendfenntartó feladatokat látott el. 1603-ban segítette VI. Jakabot az angol trónra lépésében, ami után a királyi tanács tagjaként tevékenykedett. 1610-ben a király kinevezte őt a skót főkincstárnok helyettesévé. 1617-ben részt vett VI. Jakab király skótországi látogatásának szervezésében. 1620-ban vezető szerepet játszott a skót törvényhozásban, és segített a királyi hatalom megerősítésében. Halálával a grófi cím ismét kihalt, mivel nem hagyott hátra törvényes örököst.

### Tizedik létrehozás (1629)
Atholl 5. grófjának (nyolcadik létrehozás) lánya, Dorothea Stewart az  1581-ben született a Perthshire-i Athollban. 1604. szeptember 28-án feleségül ment Sir William Murray-hez, Tullibardine 2. grófjához. Férje halála után, Dorothea szerepet játszott fia, John Murray felemelkedésében, aki 1629-ben Atholl grófjává kreálta I. Károly skót király.

John Murray (kb. 1610 – 1642. június 11.) részére I. Károly skót király Atholl grófja ( 1629) címet adományozott. Részt vett a skót politikai és katonai életben, különösen a harmincéves háború idején. 1633-ban a skót parlament tagjaként a király, I. Károly hűséges támogatója volt. Részt vett a skót nemesi összecsapásokban és a Covenanterek elleni harcokban. 1638-ban részt vett a skót nemesi gyűlésen, ahol a vallási kérdések domináltak. Továbbá a Skót Titkos Tanács tagja is volt. Murray egyike volt azoknak a nemeseknek, akik igyekeztek fenntartani a királyi hatalmat Skóciában a forradalmi időkben. 1642-ben bekövetkezett halála jelentős veszteség volt a királyi párt számára.

## Atholl márkijai
John Murray, Atholl 1. márkija (1631. május 2. – 1703. május 6.) 1642-ben örökölte meg az Atholl (második) grófja címet. Unokatestvére, James Murray  Tullibardine 2. grófja (1617–1670) halála után Tullibardine 3. grófja lett, mert a Tullibardine címet előbb (1606) hozták létre, mint az Atholl grófja címet. A  Tullibardine gróf ( 1628) címmel megörökölt alcímek: Lord Murray of Tullibardine ( 1628) és Lord Murray, Gask and Balquhidder ( 1628) John Murrayt szolgálataiért II. Károly skót király Atholl első márkijává emelte ( 1676) – és mivel ez a grófnál (earlnél) magasabb rangú főrendi cím, John Murray ezt használta élete végéig.  Politikai karrierje során többször is betöltötte a skót államtitkár tisztségét. Murray jelentős szerepet játszott a kormányzati ügyekben, különösen a Royalisták oldalán a polgárháborúk alatt és után. 1684-ben kinevezték Skócia Lord Justice General-jává, amely pozícióban fontos ítéleteket hozott. 1689-ben támogatta II. Jakabot, ami miatt rövid időre száműzték. Visszatérése után 1690-ben kinevezték a skót hadsereg főparancsnokává. Murray kitartóan dolgozott a skót és angol parlamentek egyesítésén, de életében nem érte meg az Unió 1707-es létrejöttét.
 A címer leírása: Négyelt pajzs. Első és 3. mező: Hat arany és fekete osztás (Atholl), 2. és 4. mező: Arany alapon kék-ezüst sakkozott pólya (Stewart). Középcímer: kék pajzs, három ezüst csillaggal, körülötte arany kettős liliomos díszítéssel, felette márki koronával (Murray klán vezető).

## Atholl hercegei

### John Murray Atholl 2. márkija, majd Atholl hercegeKT

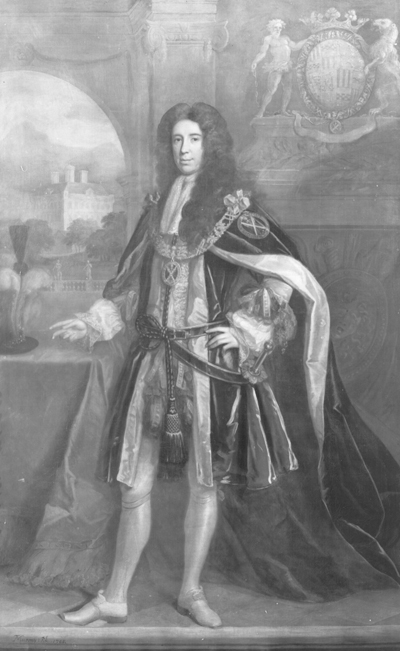
John Murray, Atholl 1. hercege, festette Thomas Murray 1705-ben. A háttérben a boltíven keresztül a régi Dunkeld-ház képe látható, amelyet Sir William Bruce épített 1676-84-ben Atholl 1. márkija számára. Az 1827-ben lebontott épület Skócia egyik legnagyobb XVII. századi kúriája volt. Jobbra fent az Atholl címer ismerhető fel

John Murray-t (1660–1724) pár hónappal azután, hogy megörökölte az Atholl (második) márkija címet, Anna brit királynő 1703-ban Atholl hercegévé kreálta ( 1703) és rendezte címeit. A hercegi címmel Skócia egyik legbefolyásosabb nemese lett. A spanyol örökösödési háború idején a tory párt támogatójaként tevékenykedett. Murray számos katonai és politikai pozíciót töltött be, többek között a Skót Nemzeti Gárda parancsnokaként is szolgált. Részt vett az 1715-ös jakobita felkelés leverésében, amivel tovább erősítette a Hanover-ház támogatottságát. Az Act of Union (1707) elfogadását is támogatta, amely Skócia és Anglia egyesülését eredményezte. Murray hűséges támogatója volt VII. Jakab skót királynak, aktívan részt vett a király visszaállítását célzó jakobita mozgalmakban. Ugyanakkor politikai pragmatizmusa lehetővé tette számára, hogy az új uralkodó, I. György brit király alatt is megőrizze befolyását.

### James Murray Atholl 2. hercegeKTPC
James Murray bátyja, William Murray (Edinburgh, 1690. szeptember 28. – Dunkeld, 1764. január 8.), Tullibardine márkija részt vett az 1715-ös jakobita felkelésben, ami miatt megfosztották címeitől, így James örökölhette a hercegi címet apja 1724-es halála után. 1715-ben Perthshire képviselőjévé választották a parlamentbe, majd 1722-ben újraválasztották. 1733-ban parlamenti törvénnyel megerősítették öröklési jogait, és ugyanabban az évben kinevezték titkos tanácsossá. 1734-ben megkapta a Bogáncsrendet. 1736-ban örökölte a Man-sziget uralkodói jogait és a Strange bárói ( 1628) címet is. Ezen a címen voltak Atholl hercegei a Lordok Háza tagjai 1957-ig. 1745-ben a jakobita felkelés idején délebbre menekült, míg bátyja, William, átvette a Perthshire-ben található családi birtok, a Blair Castle irányítását. James csatlakozott Cumberland herceg hadseregéhez, és a cullodeni csatában a kormánycsapatok oldalán harcolt. A jakobiták veresége után visszaszerezte a Blair kastélyt és birtokait. 1763-ban lemondott a Lord Privy Seal tisztségről és kinevezték a Nagy Pecsét őrévé, valamint az igazságügyi főbíróvá.

### John Murray Atholl 3. hercegeKT
John Murray (1729. május 6. – 1774. november 5.) 1764-ben örökölte a hercegi címet nagybátyja, James Murray halála után, annak ellenére, hogy apját hazaárulás miatt megfosztották birtokaitól – lásd a lenti családfán a neve melletti lábjegyzetet. Politikai pályafutása során 1761-től 1764-ig Perthshire képviselője volt a brit parlamentben. 1764-ben skót képviselő főnemes lett, és 1768-ban újraválasztották. 1767-ben megkapta a Bogáncsrendet, Skócia egyik legmagasabb kitüntetését. Unokatestvérét (lásd családfa) vette el feleségül. Lady Charlotte Murray, a Man-sziget uralkodói jogait örökölte apja, a Atholl 2. hercege halála után. John Murray 1771 és 1774 között az Angliai Ősi Nagy Páholy nagymestere volt, és 1773-1774 között Skócia nagymestere. 1774. november 5-én, 45 éves korában halt meg, miután deliriumos állapotban belefulladt a Tay folyóba.

### John Murray Atholl 4. hercegeKTPC

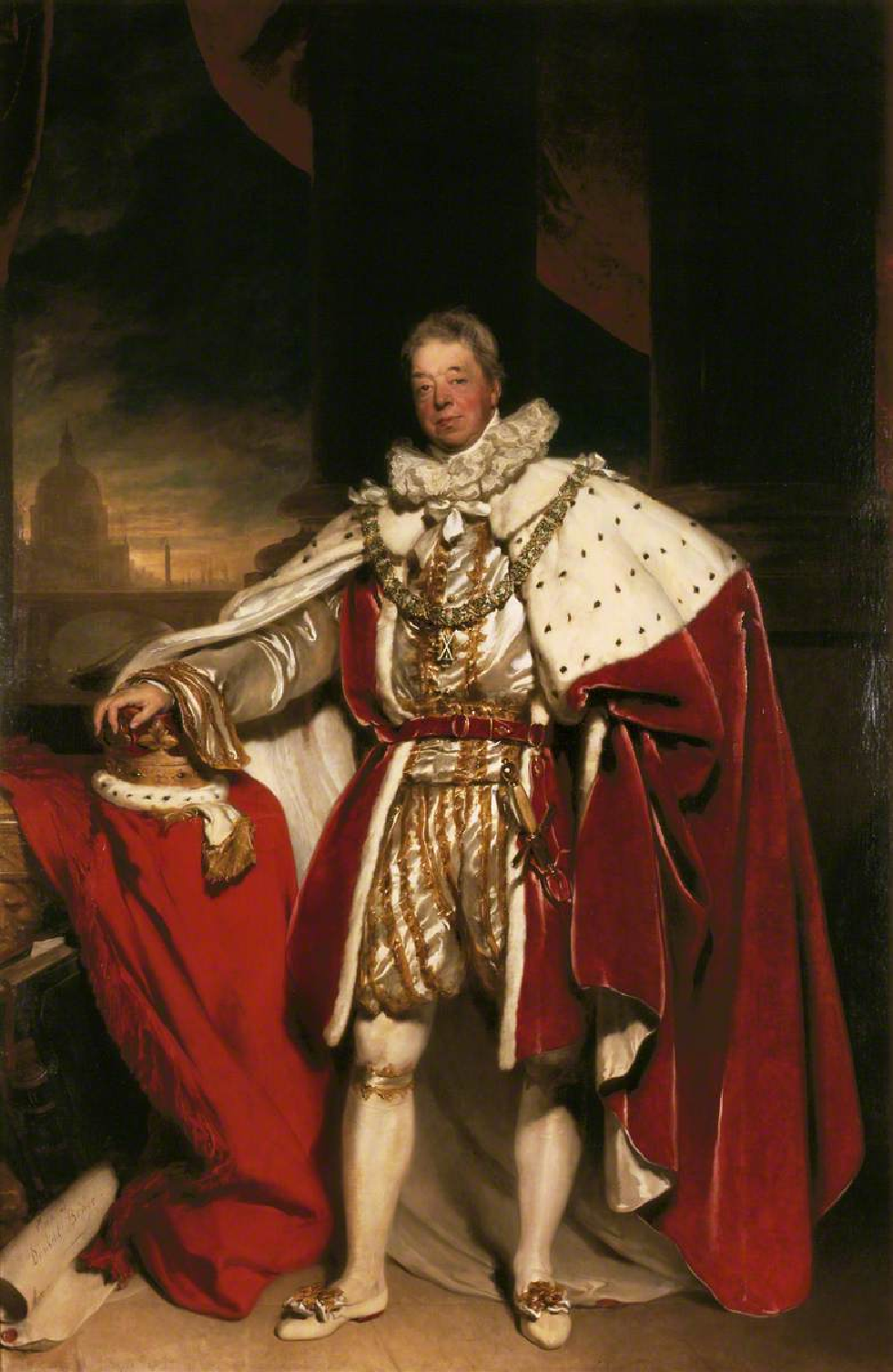
John Murray, a negyedik herceg. Thomas Lawrence hírés portréfestő munkája 1820-ból

John Murray (1755. június 30. – 1830. szeptember 29) 1774-ben örökölte meg a hercegi címet. 1786-ban a brit nemesség tagjává vált, amikor a Strange Grófja (1786 ) és Murray of Stanley báró (1786 ) címeket kapta III. György brit királytól, ami automatikus helyet biztosított számára a Lordok Házában. 1794-től 1830-ig Perthshire lord–helytartója volt, és 1797-ben a Királyi Titkos Tanács tagjává választották. 1800-ban megkapta a Bogáncsrend lovagja címet, és 1805-ben anyját után örökölte a Strange bárói címet is. A herceg jelentős szerepet játszott a szabadkőművességben, és 1775-től 1781-ig, majd 1791-től 1812-ig az Angliai Antient Grand Lodge nagymestere volt. Támogatta a larix fenyő telepítését, melyről 1807-ben írt „Observations on Larch“ című munkájában.

### John Murray Atholl 5. hercege
John Murray (1778. június 26. – 1846. szeptember 14.) bátyja korai halála után lett a családi címek és birtokok örököse. Tanulmányait az Eton College-ban végezte, majd 1797-ben az 61. gyalogezrednél hadnagyi rangot kapott. 1798-ban, húszéves korában elmebetegnek nyilvánították, amely miatt soha nem ülhetett a Lordok Házában. Mentális betegsége elsősorban paranoiás téveszmékkel és súlyos szorongással járt, ami jelentősen befolyásolta a mindennapi életét és társadalmi szerepléseit. Elmebetegségének hivatalos elismerését az apja, Atholl 4. hercege kezdeményezte, hogy megakadályozza John politikai szerepvállalását és a család hírnevének romlását. Az elmeállapota miatt nemcsak a politikai életből zárták ki, hanem életének nagy részét is visszavonultan, gondozás alatt töltötte. Az öröklésből való kizárása azonban nem volt lehetséges, mivel a skót nemesi címeket és birtokokat törvény szerint nem lehetett elvenni tőle elmeállapota miatt. Az Atholl hercegséget előbb öccse, James Murray (1782–1837) Glenlyon 1. bárója, majd James Murray fia, George Augustus Frederick John Murray, a leendő hatodik herceg irányította.

### George Augustus Frederick John Murray Glenlyon 2. bárója, Atholl 6. hercegeKT
George Murray (1814. szeptember 20. – 1864. január 16) a brit hadseregben szolgált, ahol őrnagyi rangot ért el. A herceg politikai szerepvállalása korlátozott volt, de aktívan részt vett birtokai igazgatásában és fejlesztésében. 1839-ben feleségül vette Anne Home-Drummondot, aki hat gyermeket szült neki. George Murray különösen érdeklődött a mezőgazdaság iránt, és számos modernizációt vezetett be birtokain. George Murray életében a viktoriánus korszak jellemző társadalmi és gazdasági változásai – mezőgazdasági modernizáció, vasútfejlesztés, urbanizáció – nagy hatással voltak birtokaira és családjára. Ő volt az, aki elkezdte a Blair kastély jelentős bővítését, ami az Atholl család otthona volt.

### John James Hugh Henry Stewart-Murray Atholl 7. hercegeKT
John James Hugh Henry Stewart-Murray (1840. augusztus 6. – 1917. január 20.) 1864-ben, apja halála után örökölte a hercegi címet, és ekkor vette fel a Stewart-Murray nevet Eton College-ban tanult, majd katonai pályára lépett, ahol 1864-ben elérte a kapitányi rangot a Scots Fusilier Guards ezredben. 1868-ban a Bogáncsrend lovagjává avatták, és 1913-tól haláláig a rend kancellárja volt. Atholl hercege 1878 és 1917 között Perthshire lord-lieutenantja volt, valamint számos más katonai és tiszteletbeli posztot töltött be, beleértve a Fekete Őrség 3. zászlóaljának tiszteletbeli ezredesét. Élete során nagy figyelmet fordított családja történetének és birtokainak gondozására, valamint a családi iratok szerkesztésére.

### John George Stewart-Murray Atholl 8. hercegeKTGCVO[m 32]CB[m 33]DSO[m 34]PC

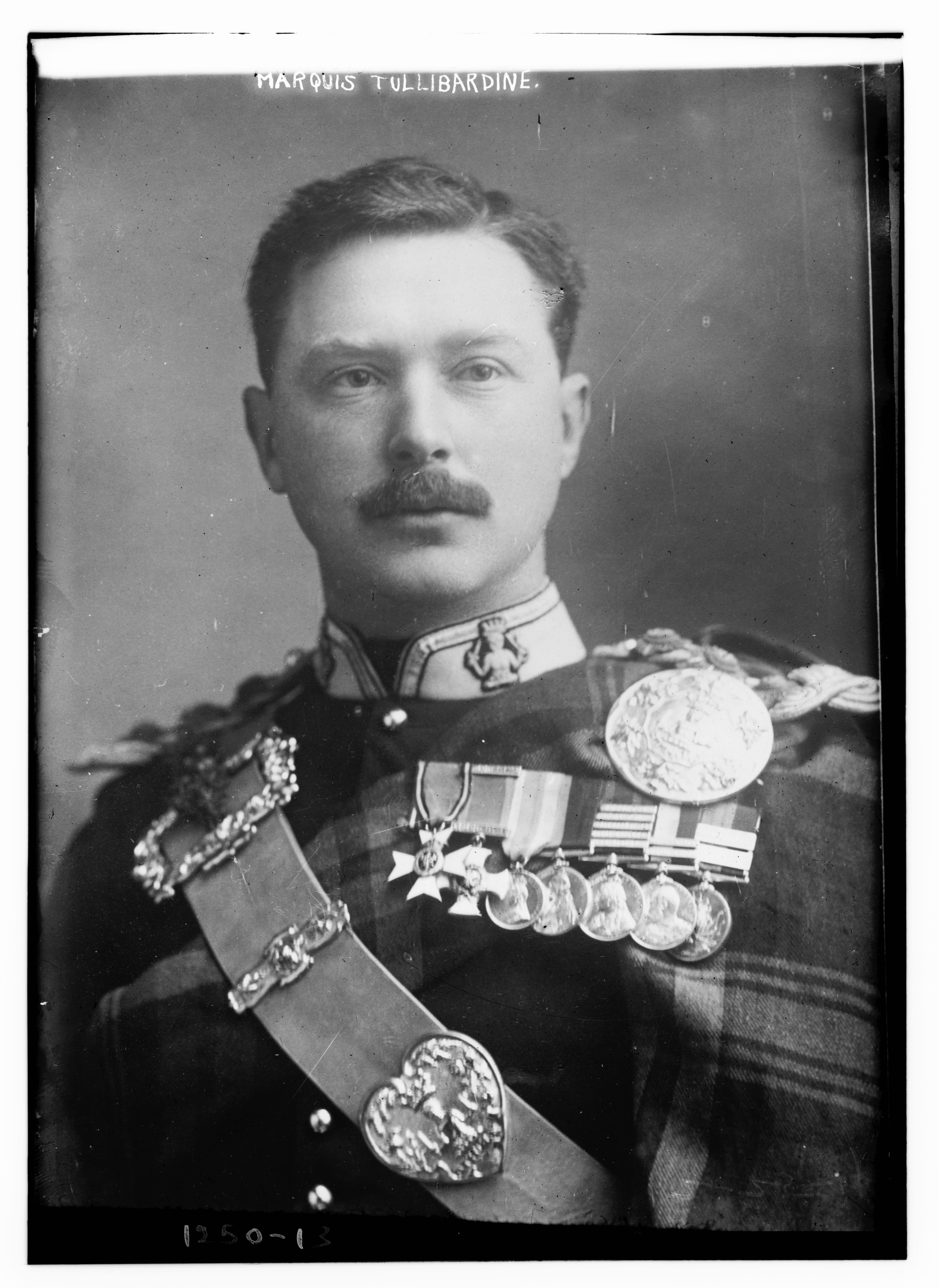
Tullibardine márkija, a leendő 8. herceg, 1820. Üvegre készült negatív képről

John George Stewart-Murray (Blair kastély, 1871. december 15. – 1942. március 16.) 1917-ben örökölte az Atholl hercegi címet apja halála után. Az Eton College-ban tanult, majd csatlakozott a Royal Horse Guards-hoz, az egység a második búr háborúban és az első világháborúban is résztvett. Az első világháború alatt egy Yeomanry dandárt vezetett a Dardanellák elleni hadjáratban. Politikai karrierjét Nyugat-Perthshire választókerület unionista képviselőjeként kezdte 1910-ben, és 1917-ig az alsóház tagja volt, majd a Lordok Házába került. 1918-ban a Bogáncsrend lovagjává avatták, és a Skót Egyház közgyűlésének lord főbiztosaként szolgált. A skót szabadkőművesek Nagymestere 1908 és 1913, V. György brit király segédtisztje 1920 és 1931 között. A második világháború idején, már hetven évesen, csatlakozott a Home Guardhoz, és őrparancsnokként szolgált Whitehallban. Fontos szerepe volt a skót nemzeti háborús emlékmű létrehozásában az első világháború után. 1932-ben országos figyelmet kapott egy lottó szervezésével, amelynek célja az volt, hogy megakadályozza a pénz kiáramlását az ír szabadállami kórházi lottóra. Bár tevékenysége miatt bíróság elé került, sok brit hazafias tettként tekintett rá.

### James Thomas Stewart-Murray Atholl 9. hercege
Bátyjához hasonlóan James (Blair kastély, 1879. augusztus 18. – Edinburgh, 1957. május 8.) is az Eton College-ban tanult, majd 1900. január 3-án kinevezték hadnaggyá a Queen's Own Cameron Highlanders egységbe. Részt vett a második búr háborúban, ahol több csatában is harcolt Johannesburg és Pretoria környékén. Az első világháborúban is szolgált, a Cambrai-i csatában megsebesült, majd elfogták a német csapatok. Hadifogolyként tartották fogva, amíg a háború után, 1918-ban szabadult. Visszatérése után folytatta szolgálatát a brit hadseregben, és végül őrnagyi rangban vonult nyugállományba. 1942-ben, bátyja, John George Stewart-Murray halála után örökölte a hercegi címet. Jelentős szerepet vállalt a szabadkőműves mozgalomban. Halálával a nemesi címek közül néhány megszűnt – Strange grófja és Murray bárója, míg más – Strange bárója ( 1628) (némi szünetelés után) – távoli rokonára szálltak.
Miután Atholl 9. hercegének nem volt utóda, az Atholl 4. hercegének ága kihalt, a hercegi cím Atholl 3. hercegének John Murray-tól származó ágára szállt (lásd lenti családfa).

### George Iain Murray Atholl 10. hercege

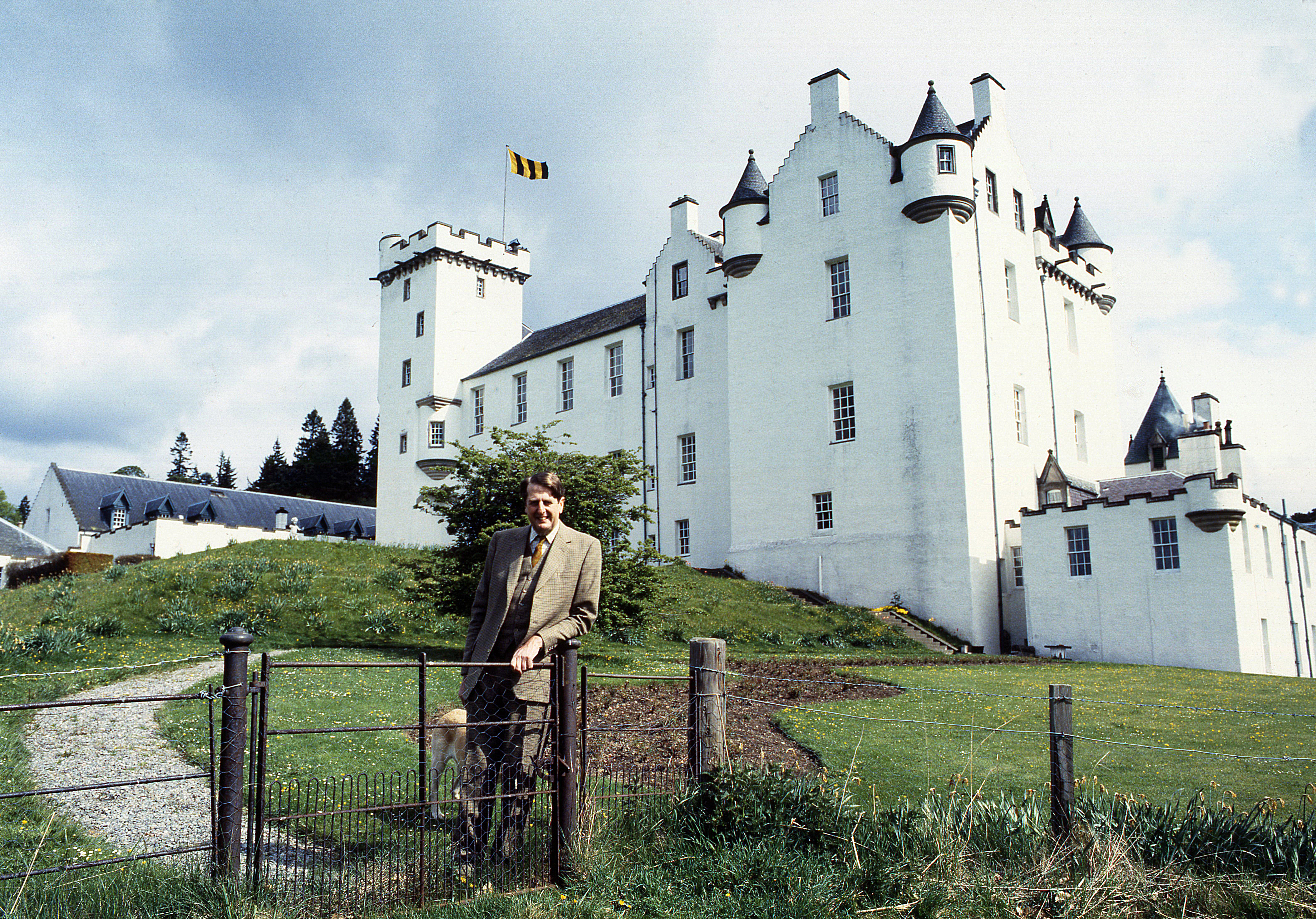
(George) Iain Murray, Atholl 10. hercege, családi székhelye – a skóciai Blair kastély előtt 1982-ben. A fényképet Allan Warren készítette, neki köszönhető a Wikipédián számos általa készített szabad felhasználású fotó. Mint ez

George Iain Murray (1931. június 19 – 1996. február 27.) Atholl 10. hercege (közismert becenevén: „Wee Iain”) tanulmányait az Eton College-ban végezte, 1952-ben Bachelor of Arts (B.A.) diplomát szerzett az oxfordi Christ Churchben.
1957. május 8-án örökölte meg az Atholl hercege címet annak köszönhetően, hogy az előző herceggel kihalt a John Murray Atholl 4. hercege (1755–1830) férfi vérvonala. A 9. és 10. herceg negyedfokú unokatestvérek voltak, de két generációs különbséggel (fourth cousins twice removed), lásd családfa. 1958 és 1963 között Representative Peer volt. Az Oxford Egyetemen  szerzett diplomát 1964-ben. 1972 és 1983 között a a nyomdaiparban és a papíriparban tevékenykedő BPM Holdings elnöke volt. 1974 és 1996 között az egyik legjelentősebb regionális újságkiadó csoport, a Westminster Press Group elnöke volt.
1995-ben, a halála előtt nem sokkal a Blair kastélyt és a hercegi birtokokat átmozgatta a Blari Jótékonysági Alapba (Blair Charitable Trust), hogy megóvja a kastélyt és a birtokot az örökösödési adó (40%) jelentette pénzügyi terhektől. Az alapítványt irányító kuratórium tagjai között a Murray család leszármazottai is megtalálhatóak. Az alapítvány felelős a birtok irányításáért és fenntartásáért. Az alapítvány célja, hogy a kastélyt és a birtokot nyitva tartsa a nagyközönség számára, miközben megőrzi történelmi és kulturális értékeit. A kastély és a birtok évente több ezer látogatót vonz.

### John Murray Atholl 11. hercege
John Murray anyja, Joan Eastwood Dél-afrikai volt, így amikor férje a Második világháború elején, 1940-ben elesett, szülőföldjén nevelte fel félárván maradt fiát. John Murray (Johannesburg, 1929. január 19. – Haernertsburg, 2012. május 15.) mérnöki diplomát szerzett a Witwatersrand Egyetemen, majd földmérőként dolgozott Dél-Afrikában. 1996-ban, 67 évesen örökölte a hercegi címet, amikor másod-unokatestvére, a 10. herceg, elhunyt. Korábban csak egyszer, 1994-ben járt a Blair-kastélyban, de a kastélyt és a földeket már nem örökölte, mert azt a 10. herceg alapítványba szervezte. A cím elnyerése után továbbra is Dél-Afrika egyik hegyi falvában élt, de minden évben elutazott Skóciába, hogy részt vegyen a hagyományos Atholl Highlanders felvonuláson. A herceg egyszerű életet élt Dél-Afrikában, és soha nem költözött Skóciába, noha tisztelte családi örökségét.

### Bruce George Ronald Murray Atholl 12. hercege
Murray (Louis Trichardt, 1960. április 6 –) az afrikai Saasveld Erdészeti Főiskolán végzett, majd a dél-afrikai gyalogságnál szolgált két évig. Később a Transvaal Scottish Regiment önkéntes tagja lett, ahol hadnagyi rangot ért el. Korábban teafarmot vezetett, majd egy cégnél dolgozott, amely épületek feliratait készítette. Lynne Elizabeth Andrew-val 1984-ben kötött első házasságából három gyermekük született, mielőtt 2003-ban elváltak. 2009-ben másodszor házasodott, Charmaine Myrna du Toit lett a felesége. Ah első házasságából született Michael Bruce John Murray (1985–) Tullibardine márkija, a hercegi cím örököse

### Részleges családfa
- John Murray (kb. 1550 – 1613)  Tullibardine 1. grófja[m 43][m 44]
  - William Murray (kb. 1574 – 1627)  Tullibardine 2. grófja (kb. 1574–1627),[m 45] felesége: Dorothea Stewart, Atholl 5. grófjának (nyolcadik létrehozás) lánya. Folytatás az előző családfától
    - John Murray (kb. 1610–1642)  Atholl 1. grófja (1629)
      - John Murray (1631–1703)  Atholl 2. grófja majd  Atholl 1. márkija (1676), alcímek:  Tullibardine 3. grófja (1676),  Balquhidder vikomtja (1676) és Lord Murray, Balveny and Gask, (1676)
        - John Murray  Atholl 1. hercege (1660–1724)[m 46]
          - William Murray (1689–1746) az öröködésből kizárták[m 47]
          - James Murray  Atholl 2. hercege (1690–1764)
            - Charlotte Murray (1731–1805)	Strange 8. bárónője. Férje: John Murray (1729–1774) Atholl 3. hercege

          - George Murray (1694–1760) az öröködésből kizárták[m 48]
            - John Murray  Atholl 3. hercege (1729–1774), felesége: Charlotte Murray (1731–1805) (lásd feljebb)
              - John Murray  Atholl 4. hercege (1755–1830)
                - John Murray  Atholl 5. hercege (1778–1846)
                - James Murray (1782–1837)  Glenlyon 1. bárója[m 49]
                  - George Augustus Frederick John Murray  Atholl 6. hercege (1814–1864)	
                    - John James Hugh Henry Stewart-Murray  Atholl 7. hercege (1840–1917)	
                      - John George Stewart-Murray  Atholl 8. hercege (1871–1942)
                      - James Thomas Stewart-Murray  Atholl 9. hercege (1879–1957)

              - George Murray (1761–1803) anglikán püspök[m 50]
                - George Murray (1784–1860) anglikán püspök[m 51]
                  - George Edward Murray (1818–1854)	
                    - George Herbert Murray (1849–1936)[m 52]
                      - George Evelyn Pemberton Murray (1880–1947) KCB[m 33][m 53]
                        - George Anthony Murray (1907. január 7. – 1945. április 23)[m 54]
                          - George Iain Murray  Atholl 10. hercege (1931–1996)

                    - Douglas Stuart Murray (1853–1920)[m 55]
                      - George Murray (1884–1940)[m 56]
                        - John Murray  Atholl 11. hercege (1929–2012)	
                          - Bruce George Ronald Murray  Atholl 12. hercege (1960–)	
                            - (1) Michael Bruce John Murray (1985–)
                            - (2) David Nicholas George Murray (1986–)

        - Charles Murray (1661–1710)	 Dunmore 1. grófja, Fincastle vikomtja, Lord Murray of Blair, Moulin and Tillimet[m 57]

  - Patrick Murray  Tullibardine 1. grófja (1578–1644)[m 58][m 59]
    - James Murray  Tullibardine 2. grófja (1617–1670)[m 60]
      -  ... örökösök ...[m 61]

## Atholl jelenlegi hercegének címei
2024-ben tizenkét mellékcím tartozott a hercegséghez:
- Lord Murray of Tullibardine ( 1604)
- Lord Murray, Gask és Balquhidder ( 1628)
- Lord Murray, Balvany és Gask ( 1676)
- Lord Murray, Balvenie és Gask. Perth megye ( 1703)
- Balquhidder vikomtja ( 1676)
- Balquhidder, Glenalmond és Glenlyon vikomtja Perth megyében ( 1703)
- Atholl grófja ( 1629)
- Tullibardine grófja ( 1628)[m 62]
- Tullibardine grófja ( 1676)[m 62]
- Strathtay és Strathardle grófja Perth megyében ( 1703)
- Atholl márkija ( 1676)[m 63]
- Tullibardine márkija Perth megyében ( 1703).

A hercegek korábban a következő címeket is viselték, nem teljes lista:
- Strange bárója ( 1628) 1736 és 1764, valamint 1805 és 1957 között
- Murray bárója, a Gloucester megyei Stanley-ből ( 1786) 1786 és 1957 között
- Strange grófja ( 1786) 1786 és 1957 között
- Glenlyon bárója, a Glenlyonból Perth megyében ( 1821) 1846 és 1957 között
- Percy bárója (, 1722) 1865 és 1957 között.

1786 és 1957 között Atholl hercegei Strange grófi cím jogán ültek a Lordok Házában.

## Címer

A 10. herceg címere

A 10. herceg címerpajzsa

A címerpajzsot általában az összes cím egyedi pajzsából állítják össze. Megeshet, hogy egyes címekhez tartozó pajzs nem kerül be a címerpajzsba. A címer tartalmazza a címerpajzsot, sisakdíszeket, pajzstartókat... A következő címer leírás Atholl 10. hercegének címeréé, amely megegyezik a jelenlegi hercegével.
- Negyedelt pajzs:
  - Első mező: hat oszlopos, arany-fekete vágás. Ez az elem az Atholl alap címer, lásd Atholl grófja első létrehozása fejezetet.
  - Második mező: arany alapon ezüst és kék sakkozott pólya. A Stewart-oké volt az Atholl grófja cím 4–7. létrehozása
  - Harmadik mező: ezüst mezőben, kék pólyán három arany szarvasfej. A Stanley-ek címere, a Man-sziget feletti jogok Athollokhoz kerülése jogosít a használatára.
  - Negyedik mező: vörös mezőben, ezüst triskelion[m 64] arannyal díszítve. A Man–sziget feletti jogok Athollokhoz kerülése jogosít a használatára.
  - Középső pajzsrész[m 65]: kék mezőben három ezüst csillag, amelyeket kettős virágos keret övez arany színben, koronázva. Ez a Murray klán vezetőjének címere, lásd feljebb.
- Sisakdíszek:
  - Jobb oldalon (dexter): Ezüst és kék koszorún egy sellő, amely jobb kezében tükröt, bal kezében fésűt tart, mindkettő természetes színű és arany, a Murray családra utal.
  - Középen (centre): Arany és fekete koszorún egy félvadember, természetes színű, fején és derekán babérkoszorúval, karjait kitárva tartja jobb kezében a tőrt, bal kezében a kulcsot, mindkettő természetes színű, az Atholl családra utal.
  - Bal oldalon (sinister): Ezüst és kék koszorún egy páva feje és nyaka, természetes színű, mindkét oldalon két kar kinyújtva könyöktől, természetes színű, és kék, ezüsttel bélelt ujjasokba öltöztetve.
- Korona: hercegi korona.
- Sisak: főnemesi sisak.
- Pajzstartók:
  - Jobb oldalon: természetes színű vadember, fején és ágyékkötőjén borókakoszorú, lábain láncok, amelyek a jobb kezében tartott lánccal vannak összekötve.
  - Bal oldalon: vörös oroszlán, kék fegyverzettel és nyelvvel, nyakában egyszerű kék nyakörv, amelyen három ezüst csillag található.
- Jelmondatok:
  - Jobb sisakdísz fölött: Tout prest, mindenre kész.[m 66]
  - Középső sisakdísz fölött: Furth fortune and fill the fetters, tartalmilag: törekedj a sikerre és fogd el az ellenséget!
  - Bal sisakdísz fölött: Praite, készen áll.[m 67][65]

## Blair kastély
A Blair kastély Blair Atholl község mellett, Skócia Perthshire megyéjében található. A kastély építését 1269-ben John Comyn, az első Lord Badenoch kezdte, legutolsó jelentős átépítésére 1860-70 között került sor Atholl 7. hercegének rendelkezésére. Atholl 10. hercege, George Murray 1996-ban magánalapítványba vitte a kastélyt és birtokait, hogy elkerülje a negyven százalékos örökösödési adót.

## Atholl Highlanders
Az Atholl Highlanders skót hagyományőrző katonai egység, amelyet 1839-ben hoztak létre. Az egység különlegessége, hogy ez Európa egyetlen magán katonai alakulata. Az egységet a Murray család, Atholl hercegeinek a tagjai alapították és finanszírozták, akik a mai napig birtokolják és irányítják az alakulathoz tartozó területeket.